# مجلس السلام في الوطن
مجلس السلام في الوطن (بالتركية: Yurtta Sulh Konseyi)، هو الهيئة التنفيذية التي أُعلن تشكيلها في 15 يوليو 2016 من قِبل مجموعة داخل القوات المسلحة التركية إثر محاولة الانقلاب التي جرت في اليوم نفسه. وأُعلن توليه السُلطة في البلاد، وزُعم أن رئيسها هو محرم كوسا. لم يقم هذا المجلس بأي دور سياسي أو تنفيذي لفشل الانقلاب بحسب ما أعلنته الحكومة التركية فيما بعد.

## الأحداث
اُعلن عن محاولة الانقلاب بشكل رسمي بإصدار بيان على التليفزيون التركي الرسمي يوم الجمعة 15 يوليو 2016 بعد الاستيلاء عليها، واُعلن فيه فرض حظر تجول وإعلان الأحكام العرفية بجميع أنحاء تركيا، وأن البلاد تدار من قبل مجلس السلام الذي سيضمن حماية الشعب وحرية المواطنين بغض النظر عن دينهم أو عرقهم أو لغتهم.
وأضاف البيان أن السلطة التنفيذية وعلى رأسها رجب طيب أردوغان وحكومة بن علي يلدرم أضرت بالديمقراطية وحكم القانون العلماني، وأن المجلس بصدد وضع دستور جديد للبلاد سيتم في أسرع وقت.